# نادي ليفربول في كرة القدم الدولية
يعد نادي ليفربول لكرة القدم الذي يلعب في الدوري الأنجليزي الممتاز، أنجح فريق بتحقيق البطولات في مسابقات اتحاد كرة القدم الأوروبية يويفا ببريطانيا. منذ عام 1964، فاز ليفربول بثلاث عشرة بطولة أوروبية: دوري أبطال أوروبا (المعروف سابقًا باسم كأس أوروبا) ست مرات، ودوري أوروبا (المعروف سابقًا باسم كأس الاتحاد الأوروبي) ثلاث مرات، وكأس الاتحاد الأوروبي أربع مرات.
يتم تحديد التصفيات المؤهلة للمسابقات الأوروبية من خلال نجاح الفريق في مسابقات الدوري المحلي في الموسم السابق. تنافس ليفربول في المسابقات الأوروبية لمدة 21 مواسم متتالية حتى نهائي كأس أوروبا عام 1985، وهي مناسبة كارثة ملعب هيسل، وبعد ذلك تم حظر جميع الأندية الأنجليزية من اللعب في المسابقات الأوربية من قبل الويفا (رفع الحظر في 1990–91)، وأستبعد ليفربول سنة إضافية، مما منعه من المشاركة في كأس أوروبا 1990–91 بالرغم من أنه كان بطل الدوري في 1990. بعد عودة النادي للمنافسات الأوروبية في عام 1991، تأهلوا إلى دوري أبطال أوروبا اثنتي عشرة مرة، ودوري أوروبا اثني عشر مرة، وفازوا بكأس الاتحاد الأوروبي مرتين.

## السنوات الأوروبية
شارك نادي ليفربول في بطولة دورى أبطال أوروبا 23 مرة وكانت البداية عام 1965 تحت قيادة المدرب بيل شانكلى، بمعدل 204 مباراة شاملة الأدوار التمهيدية، وواجه 74 ناديا. سجل فيها 381 هدف، وأستقبل 180 هدف، وخرج ليفربول بشباك نظيفة في 89 مباراة. فاز بالبطولة 6 مرات، ووصل إلى الدور النهائي 9 مرات، وإلى الدور نصف النهائي 9 مرات، وإلى الدور ربع النهائي 13 مرة. بوب بيزلى أكثر مدرب لليفر فاز باللقب 3 مرات وبينيتيز أكثر من خاض مباريات كمدرب بواقع 76 مباراة. ويعتبر جيمى كاراجر أكثر من خاض مباريات كلاعب بواقع 91 مباراة"، ويعتبر ستيفن جيرارد أكثر من سجل بواقع 30 هدف. بالنسبة لأكبر فوز خارج الديار فكان بسباعية أمام ماريبور في 2018. وعلى أرضه كان أمام فريق أولو بالوسيورا بنتيجة 10 -1 في 1980. وكانت نسخة 2018 أكثر نسخة سجل فيها ليفربول 46هدف.
| السنة | الحصيلة                    |
| ----- | -------------------------- |
| 1965  | خرج من الدور نصف النهائي   |
| 1967  | خرج من الدور الثانى\       |
| 1974  | خرج من الدور الثانى        |
| 1977  | فاز باللقب                 |
| 1978  | فاز باللقب                 |
| 1979  | خرج من الدور الأول         |
| 1980  | خرج من الدور الأول         |
| 1981  | فاز باللقب                 |
| 1982  | خرج من الدور ربع النهائى   |
| 1983  | خرج من الدور ربع النهائى   |
| 1984  | فاز باللقب                 |
| 1985  | خسر النهائى                |
| 2002  | خرج من الدور ربع النهائى   |
| 2003  | خرج من دور المجموعات       |
| 2005  | فاز باللقب                 |
| 2006  | خرج من الدور ثمن النهائى   |
| 2007  | خسر النهائى                |
| 2008  | خرج من الدور نصف النهائى   |
| 2009  | خرج من الدور ربع النهائى   |
| 2010  | خرج من دور المجموعات       |
| 2015  | خرج من دور المجموعات       |
| 2018  | خسر النهائى                |
| 2019  | فاز باللقب                 |
| 2020  | خرج من الدور الثاني        |
| 2021  | خرج من الدور الربع النهائى |
| 2022  | خسر النهائي                |
| 2023  | خرج من الدور الثاني        |